# Caravan (utwór jazzowy)
Caravan – standard jazzowy skomponowany przez Duke’a Ellingtona i Juana Tizola, ze słowami Irvinga Millsa. Nagrany po raz pierwszy przez Barneya Bigarda w grudniu 1936. W lipcu 1937 utwór znalazł się na liście przebojów Pop Memories, docierając do 4. miejsca. Miesiąc później został wykonany przez orkiestrę Duke’a Ellingtona, osiągając miejsce 20. zestawienia. Utwór wykonywany jest w formie piosenki (m.in. przez Ellę Fitzgerald), jak i w wersji instrumentalnej. Serwis Second Hand Songs do połowy 2025 r. zindeksował 1356 wykonań utworu.